# Ulanqab
Ulanqab (en mongol: Улаанцав, romanizado: Ulaɣančab, lit. 'acantilado rojo' ; en chino, 乌兰察布; pinyin, Wūlánchábù) es una ciudad-prefectura de la región autónoma de Mongolia Interior, República Popular China. Limita al norte con Eren Hot, al sur con Datong, al oeste con Hohhot y al este con Zhangjiakou. Su área es de 54 491 km² y su población es de 2,14 millones.

## Administración
La ciudad prefectura de Ulanqab se divide en 1 distrito, 1 ciudad, 5 condados y 4 banderas. 
- distrito jinin 集宁区
- Ciudad Fengzhen 丰镇市
- Condado Zhuozi 卓资县
- Condado Huade 化德县
- Condado Shangdu 商都县
- Condado Xinghe C兴和县
- Condado Liangcheng 凉城县
- Bandera Cháhā'ěr Yòuyì Qián 察哈尔右翼前旗
- Bandera Cháhā'ěr Yòuyì Zhōng 察哈尔右翼中旗
- Bandera Cháhā'ěr Yòuyì Hòu Qí 察哈尔右翼后旗
- Bandera Sìzǐwáng 四子王旗

## Clima
| Parámetros climáticos promedio de Ulanqab (1971−2000) | Parámetros climáticos promedio de Ulanqab (1971−2000) | Parámetros climáticos promedio de Ulanqab (1971−2000) | Parámetros climáticos promedio de Ulanqab (1971−2000) | Parámetros climáticos promedio de Ulanqab (1971−2000) | Parámetros climáticos promedio de Ulanqab (1971−2000) | Parámetros climáticos promedio de Ulanqab (1971−2000) | Parámetros climáticos promedio de Ulanqab (1971−2000) | Parámetros climáticos promedio de Ulanqab (1971−2000) | Parámetros climáticos promedio de Ulanqab (1971−2000) | Parámetros climáticos promedio de Ulanqab (1971−2000) | Parámetros climáticos promedio de Ulanqab (1971−2000) | Parámetros climáticos promedio de Ulanqab (1971−2000) | Parámetros climáticos promedio de Ulanqab (1971−2000) |
| Mes                                                   | Ene.                                                  | Feb.                                                  | Mar.                                                  | Abr.                                                  | May.                                                  | Jun.                                                  | Jul.                                                  | Ago.                                                  | Sep.                                                  | Oct.                                                  | Nov.                                                  | Dic.                                                  | Anual                                                 |
| ----------------------------------------------------- | ----------------------------------------------------- | ----------------------------------------------------- | ----------------------------------------------------- | ----------------------------------------------------- | ----------------------------------------------------- | ----------------------------------------------------- | ----------------------------------------------------- | ----------------------------------------------------- | ----------------------------------------------------- | ----------------------------------------------------- | ----------------------------------------------------- | ----------------------------------------------------- | ----------------------------------------------------- |
| Temp. máx. media (°C)                                 | −6.1                                                  | −2.4                                                  | 4.0                                                   | 13.1                                                  | 20.0                                                  | 24.0                                                  | 25.4                                                  | 23.7                                                  | 18.8                                                  | 12.1                                                  | 2.7                                                   | −4.1                                                  | 10.9                                                  |
| Temp. mín. media (°C)                                 | −18.5                                                 | −15.6                                                 | −9.1                                                  | −1.1                                                  | 5.7                                                   | 10.7                                                  | 13.6                                                  | 11.9                                                  | 5.8                                                   | −1.0                                                  | −9.1                                                  | −15.8                                                 | −1.9                                                  |
| Precipitación total (mm)                              | 1.8                                                   | 3.6                                                   | 6.8                                                   | 15.0                                                  | 26.4                                                  | 56.9                                                  | 98.5                                                  | 93.8                                                  | 39.9                                                  | 14.8                                                  | 4.9                                                   | 1.5                                                   | 363.9                                                 |
| Días de precipitaciones (≥ 0.1 mm)                    | 2.0                                                   | 2.8                                                   | 4.1                                                   | 4.4                                                   | 6.1                                                   | 11.0                                                  | 14.7                                                  | 13.5                                                  | 9.0                                                   | 4.7                                                   | 2.5                                                   | 2.1                                                   | 76.9                                                  |
| Fuente: Weather China                                 |                                                       |                                                       |                                                       |                                                       |                                                       |                                                       |                                                       |                                                       |                                                       |                                                       |                                                       |                                                       |                                                       |